# Ophiuros megaphyllus
Ophiuros megaphyllus là một loài thực vật có hoa trong họ Hòa thảo. Loài này được Stapf ex Haines mô tả khoa học đầu tiên năm 1924.